# Christoph Daferner
Christoph Daferner (* 12. Januar 1998 in Pöttmes) ist ein deutscher Fußballspieler. Der Stürmer spielt zum zweiten Mal in seiner Karriere für Dynamo Dresden und ist früherer Juniorennationalspieler.

## Sportliche Laufbahn

### Vereinskarriere
Daferner wurde in den Jugendabteilungen des FC Augsburg und des TSV 1860 München ausgebildet. Mit der A-Jugend der Sechz'ger spielte der Stürmer als Sieger der Staffel Süd/Südwest in der Saison 2015/16 um die deutsche U19-Meisterschaft, die Mannschaft scheiterte jedoch im Halbfinale am späteren Meister Dortmund.
Zur Regionalligasaison 2016/17 wurde Daferner in die zweite Mannschaft des TSV 1860 berufen, wo er seine ersten sechs Partien alle durchspielte, ehe er wegen eines Kreuzbandrisses bis Mai 2017 ausfiel.
Nach dem Abstieg der ersten Mannschaft in die Regionalliga folgte für die kleinen Löwen wiederum der Zwangsabstieg in die Bayernliga zur Saison 2017/18, Daferner wechselte in der Folge im Sommer 2017 zum SC Freiburg, dessen Regionalligamannschaft er fortan verstärkte. Am Ende der Saison 2017/18 wurde knapp die Teilnahme an den Aufstiegsspielen zur 3. Liga verpasst.
Am 30. Spieltag der Fußball-Bundesliga 2018/19 wurde der Stürmer in der 66. Minute für Florian Niederlechner eingewechselt und debütierte bei der 0:4-Heimniederlage gegen Borussia Dortmund in der höchsten deutschen Spielklasse.
Zur Zweitligasaison 2019/20 verpflichtete der FC Erzgebirge Aue Daferner auf Leihbasis. Bei den Sachsen kam er im Angriff nicht an Pascal Testroet und Jan Hochscheidt vorbei und war überwiegend als Ergänzungsspieler in 22 Pflichtspielen (ein Treffer) für den Verein aktiv.
Im August 2020 wechselte der Angreifer zur in die 3. Liga abgestiegenen SG Dynamo Dresden, bei der er einen Dreijahresvertrag erhielt. In der ersten Saison seines Engagements in Dresden gelang ihm mit dem Team der Aufstieg in die 2. Bundesliga – Daferner war mit zwölf Saisontreffern bester Torschütze der Mannschaft. In der Saison 2021/22 gelangen Daferner 13 Saisontore in der 2. Bundesliga. Zu Saisonende stieg die SGD dennoch direkt wieder ab.
Zum 28. Juni 2022 wurde Daferners Transfer von Dynamo Dresden zum 1. FC Nürnberg offiziell gemacht. Am 2. Januar 2024 wechselte er auf Leihbasis bis zum Saisonende 2023/24 zu Fortuna Düsseldorf, das eine Kaufoption besaß, diese aber nicht zog. Im Sommer 2024 folgte zunächst eine weitere Leihe zu seinem Ex-Club Dynamo Dresden. Dort trug er bis zum Saisonende mit insgesamt 18 Toren in 37 Spielen zum Aufstieg der Mannschaft in die 2. Bundesliga bei, woraufhin ihn der Verein am Saisonende fest verpflichtete.

### Auswahleinsätze
2015 nahm Daferner als Spieler des TSV 1860 mit der U18 Bayerns am U18-Länderpokal, einem Sichtungsturnier des DFB, teil. Bereits im November 2015 stand er nach guten Leistungen beim Länderpokal das erste Mal für die deutsche U18 auf dem Platz, insgesamt absolvierte Daferner für die Mannschaft acht Spiele, in denen er drei Treffer erzielte. Auch für die U20-Herren kam er dreimal zum Einsatz.

## Trivia
Daferner nennt Mario Gómez als Vorbild im Fußball. Diese Ansicht beeinflusst sogar seine Wünsche bei der Rückennummer.